# خشم هوایی
خشم هوایی (انگلیسی: Air Rage) یک فیلم اکشن آمریکایی محصول ۲۰۰۱ و به کارگردانی فرد اولان ری و با بازی آیس-تی و سیریل اریلی است.

## بازیگران
- آیس-تی در نقش مت مارشال
- سیریل اریلی در نقش کولونل جان سایکس
- کیمبرلی اجا در نقش کلی جوان
- استیو هیتنر در نقش مورتون
- گیل جرارد در نقش ویکتور کویین
- الکس کورد در نقش ژنرال هارلان پرسکات
- گلین ترمن در نقش تد بیگلو
- مری الیزابت مک‌گلین در نقش گوئن
- Chick Vennera در نقش ماهیگیر
- دابلیوسی (خواننده رپ) در نقش فریس
- جک مک‌گی (بازیگر) در نقش جان سیمپسون